# Bailey bridge

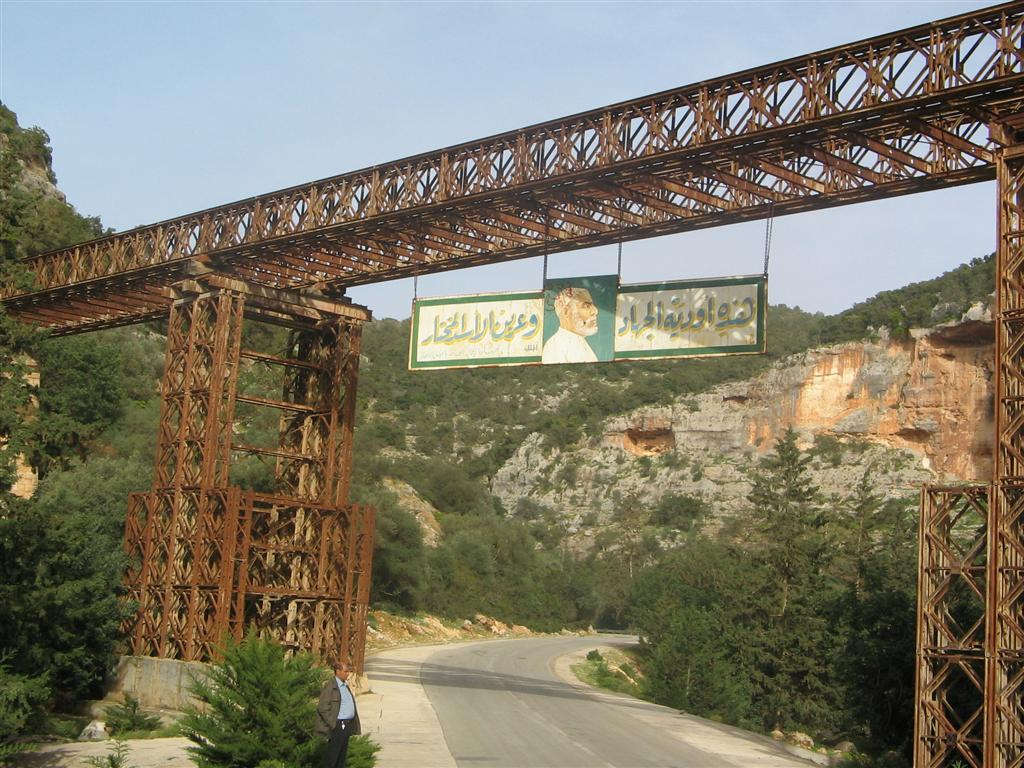
Bailey bridge i Wadi el Kuf, Libyen

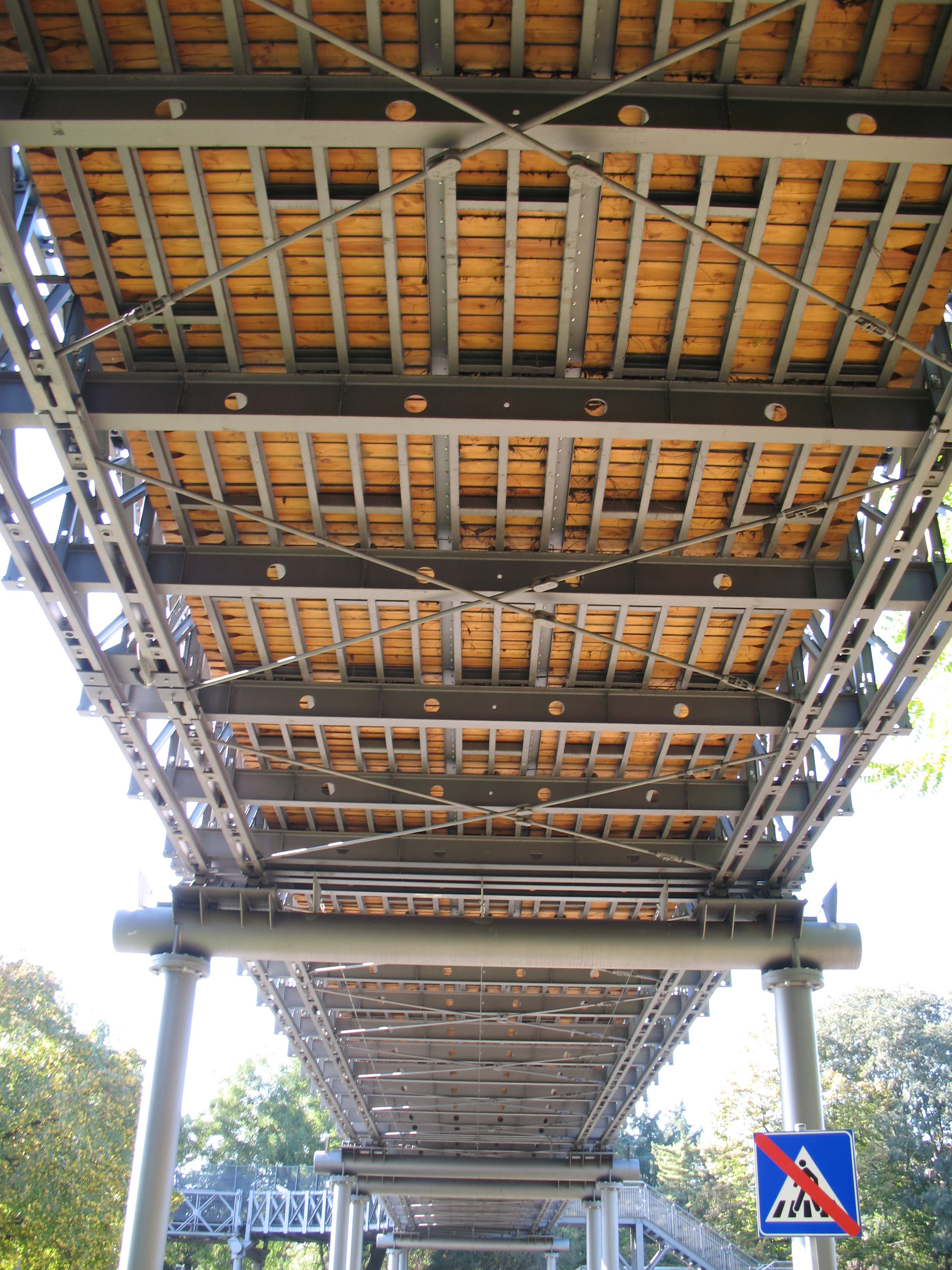
Bailey bridge i Turin, Italien

Bailey bridge eller som svenskt försvarsmateriel kallad BB2 (BalkBro 2), är ett fältbrosystem uppbyggt av prefabricerat fackverk. Användningen i Sverige är främst som reservbro vid ombyggnad eller haveri av en bro.

## Bakgrund
Konstruktören av bron var en civilanställd, Donald Bailey, vid brittiska krigsmakten. Bron kom först till användning under andra världskriget i Italien. Materialet fick en stor spridning och licenstillverkades av flera länder. Bron går att bygga i spann upp till ca 60 meter och som flytande bro på pontoner i princip hur lång som helst. Grunden är ramar som fogas med sprintar och tvärbalkar som skall bära körbanan. Ramarna kan monteras i bredd och på höjden för att öka bärigheten av bron. En trippel-dubbel har således på varje sida tre ramar i bred och två på höjden, detta är den kraftigaste bron som går att montera med materialet.
Bron lanseras på plats med hjälp av en nos byggd av samma material. Under byggnad och lansering ligger bron på boggies och rullar, den skjuts över språnget varefter den byggs med beaktan av var tyngdpunkten finns, för att inte riskera att bron rasar utanför stödpunkterna.

## Baileybron under andra världskriget
Den engelska militärbron (Baileybron) synes ha spelat en betydelsefull roll och verksamt bidragit till de allierade arméernas snabba framryckning på olika frontavsnitt, trots motståndarnas effektiva förstöring av de permanenta broförbindelserna.
År 1940 konstruerades under ledning av Donald C Bailey en ny brotyp. Bron tillverkas av stål i standardiserade element med cirka 3 m längd, sammansatt av 17 delar. För brons uppläggning användas 9 standardiserade delar, av vilka den tyngsta med lätthet kan hanteras av sex man. Elementen iordningställas i land på rullar och skjutas ut en efter en på sin plats. Endast en stålbult erfordras i varje knutpunkt.
I sin lättaste utformning kan Baileybron bära en last av 20 ton, men genom fördubbling eller tredubbling av konstruktionen kan den förstärkas att bära de tyngsta tanks. Hastigheten vid montaget är anmärkningsvärd. Sålunda överbroades floden Trigno i Italien på 36 timmar med en bro på över 90 m spännvidd.

## Användning i Sverige
Sommaren 1990 köpte dåvarande Vägverket in en så kallade BB2-bro, det som ett provisorium, då Motorvägsbron i Södertälje havererade. Den provisoriska bron gick dock inte att öppna för båttrafiken och blev liggande tio månader innan den nya bron var på plats.